# Teteles de Avila Castillo (kommun)
Teteles de Avila Castillo är en kommun i Mexiko.   Den ligger i delstaten Puebla, i den sydöstra delen av landet, 180 km öster om huvudstaden Mexico City. Antalet invånare är 5 556. Arean är 8,9 kvadratkilometer.
Terrängen i Teteles de Avila Castillo är huvudsakligen platt, men åt nordost är den kuperad.
Följande samhällen finns i Teteles de Avila Castillo:
- Teteles de Avila Castillo
- Coacalco
- Texcalaco
- La Colonia